# 후루세키촌
후루세키촌(古関村)은 야마나시현 니시야쓰시로군에 있던 촌이다. 현재의 미나미코마군 미노부정 동부에 해당한다.

## 역사
- 1889년 7월 1일 - 정촌제 시행에 의해 6개 촌의 구역으로 성립하였다.
- 1956년 9월 30일 - 구 시모베정, 구나도촌, 교와촌과 합병해 새로운 시모베정이 성립하여, 동일 후루세키촌은 폐지되었다.

## 교통

### 도로
- 모토스 미치 (현 국도 제300호선)

## 참고문헌
- 角川日本地名大辞典 19 山梨県